# Lokomotywownia Katowice
Lokomotywownia Katowice – nieużywana lokomotywownia stacji kolejowej Katowice, położona przy ulicy Raciborskiej w Katowicach, na terenie dzielnicy Śródmieście, przy granicy z Załężem.
W skład kompleksu lokomotywowni wchodzą m.in.: dwuwachlarzowa hala lokomotywowni wraz z dwiema obrotnicami, wieża ciśnień i budynek dawnej ślusarni. Hala lokomotywowni jest jedną z nielicznych na terenie Polski posiadających dwa wachlarze. Powstała ona w latach 1899–1900 według projektu Lohsego i Zebrowskiego, zaś w latach 1908–1909 została ona rozbudowana. Kompleks lokomotywowni użytkowany był do 1 marca 2011 roku i od tego czasu stoi opuszczony. Część zabudowań lokomotywowni zostało wpisanych do rejestru zabytków nieruchomych 16 grudnia 2021 roku.

## Historia

### Początki i działalność lokomotywowni do 2011 roku

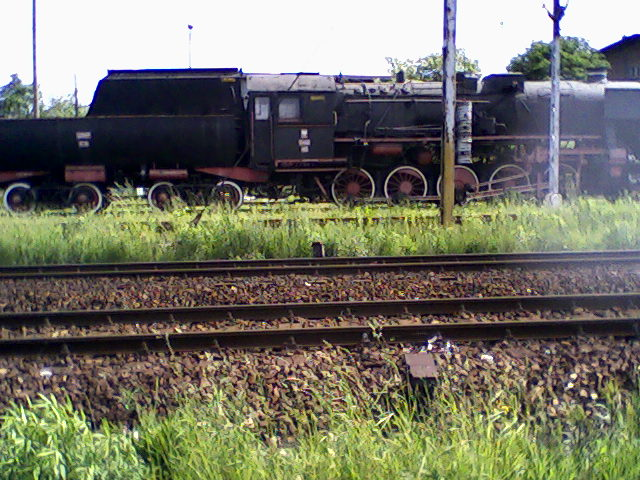
Parowóz Ty42 na bocznicy przy lokomotywowni Katowice (2008)

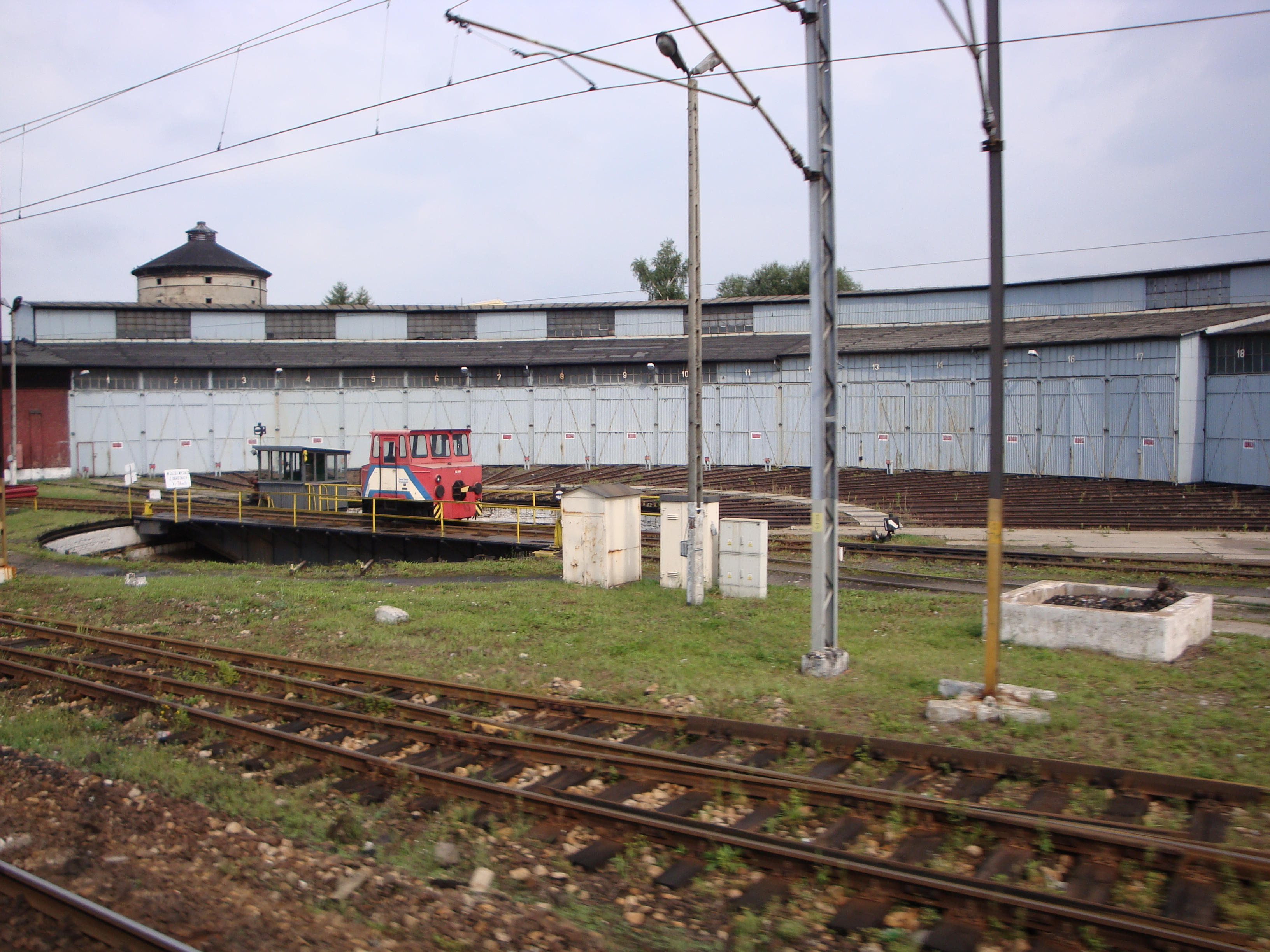
Wschodnia hala wachlarzowa katowickiej lokomotywowni (2008)

Katowice uzyskały dostęp do sieci kolejowej w dniu 1 października 1846 roku. Wówczas to otwarto odcinek Kolei Górnośląskiej na trasie Świętochłowice – Mysłowice przez Katowice. Odcinek ten dla ruchu publicznego oddano do użytku 3 października 1846 roku, gdy w Katowicach otwarto stację kolejową.
W 1857 roku na terenie ówczesnej stacji Katowice znajdowała się m.in. niewielka prostokątna parowozownia. Na podstawie zezwolenia ministra z 21 lutego 1859 roku na terenie stacji powstała nowa parowozownia wachlarzowa na cztery maszyny wraz z dużą obrotnicą. Wachlarz parowozowni znajdował się naprzeciwko obecnego kinoteatru „Rialto”. Śladem po niej jest łuk, którym ulica św. Jana przechodzi w ulicę T. Kościuszki. Starą prostokątną parowozownię wraz z dobudówką wyburzono zaś pod koniec 1862 roku.
W latach 80. XIX wieku Katowice były znaczącym węzłem kolejowym, w którym koncentrował się duży ruch towarowy na skutek coraz liczniejszych zakładów przemysłowych oraz intensywny ruch pasażerski. Okres ten przypadał na czas kompleksowej rozbudowy stacji Katowice. Początki zaś samej zabytkowej lokomotywowni sięgają przełomu XIX i XX wieku. Zaprojektowano wówczas duża parowozownię z dwiema halami wachlarzowymi na 26 torów po stronie zachodniej i na 12 torów po stronie wschodniej oraz dwie obrotnice o średnicy 20 m, które miały mieć napęd elektryczny. Za projekt parowozowni odpowiadali Lohse i Zebrowski.
Prace budowlane nad zachodnią częścią parowozowni rozpoczęto w marcu 1899 roku, a od czerwca do lipca 1899 roku trwał montaż bram wjazdowych i okien parowozowni. Budynek ten, bez wywietrzników na dachu, był już gotowy wiosną 1900 roku. W tym samym roku powstała połówka drugiej planowanej hali na 12 torów z możliwością rozbudowy w przyszłości.
Pomiędzy halami parowozowni od czerwca 1899 roku do lipca 1900 roku trwała budowa stacji wodnej z wieżą ciśnień systemu Intze, a w 1899 roku także budynek warsztatu. W 1900 roku na zachód od parowozowni powstał magazyn nafty, magazyn materiałowy oraz suszarnia piasku. W dniu 9 kwietnia 1903 roku oddano do użytku nową myjnię lokomotyw i łaźnię dla załogi, a w 1908 roku na południe od lokomotywowni noclegownia drużyn parowozowych na 36 osób. Obiekt ten służył funkcji noclegowych do połowy lat 90. XX wieku. W 1908 roku powstała także kładka o konstrukcji stalowej łącząca lokomotywownie z obecną ulicą Kamienną. W 1911 roku wybudowano budynek warsztatowy koło wieży ciśnień.
W początkowym okresie działalności parowozowni codziennie nawęglano 64 lokomotywy i 2 wagony ogrzewcze, zaś w godzinach szczytu obsługiwano 8 parowozów jednocześnie. W 1903 roku w parowozowni zatrudnionych było 294 pracowników.
W związku ze zmianami organizacji w ruchu pociągów potrzebne były dodatkowe stanowiska dla 22 parowozów. W tym celu w sierpniu 1908 roku rozpoczęto prace nad rozbudową wschodniej parowozowni o dodatkowe 12 torów. Wykonawcą prac była firma Blindow. Pierwsze 10 torów było gotowych 1 czerwca 1909 roku, zaś do sierpnia tego samego roku całość nowej części parowozowni była już gotowa do użytku.
Tereny zaś po starej parowozowni przy ulicy św. Jana zagospodarowano pod bocznice kolejowe. W miejscu dawnej parowozowni stanął zaprojektowany w 1929 roku modernistyczny gmach handlowy przy ulicy T. Kościuszki 1, zaś obok w latach 1931–1932 pod numerem 1a modernistyczny dom handlowy. Obydwa budynki zostały wyburzone na przełomie lat 60. i 70. XX wieku.
Zabudowa lokomotywowni były użytkowana w okresie międzywojennym, a także w czasie II wojny światowej. Po tym czasie do hali zaczęto wstawiać elektrowozy, całą parowozownię zaś coraz częściej zaczęto określać mianem lokomotywowni.

### Lokomotywownia po 2011 roku

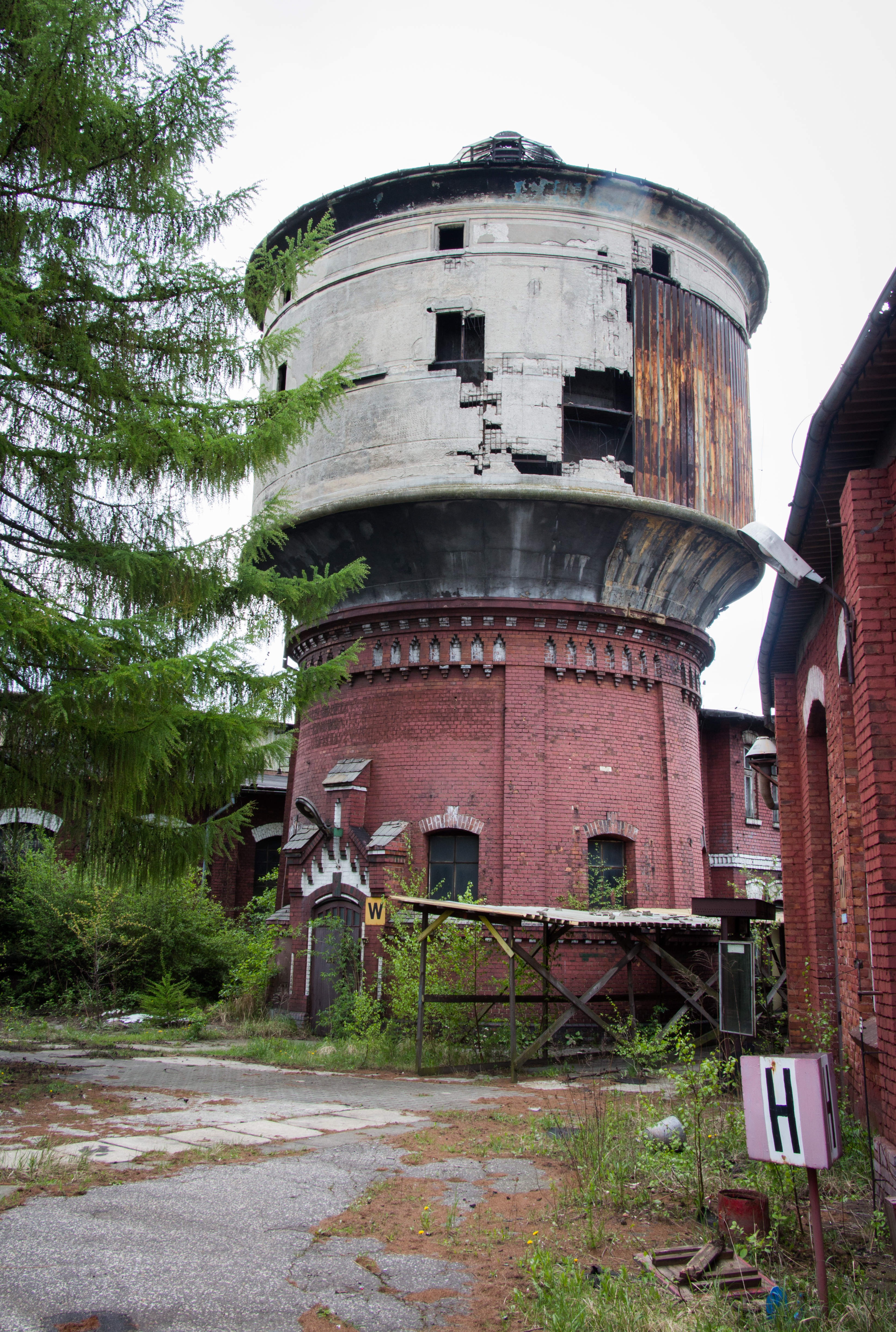
Wieża ciśnień na terenie lokomotywowni Katowice (2015)

W dniu 1 marca 2011 roku lokomotywownia została zamknięta i od tego czasu pozostaje ona nieużytkowana. Przed zamknięciem była użytkowana przez Zakład Południowy PKP Intercity. Dokonywano w niej przeglądów i remontów lokomotyw.
Pierwsze pomysły zagospodarowania opuszczonej lokomotywowni pojawiły się już w 2011 roku za sprawą Stowarzyszenia Ochrony Zabytków Architektury i Techniki. Zaproponowali oni przekształcenie gmachu w muzeum z salą ekspozycyjną, teatrem i kawiarnią, a na teren lokomotywowni miały także przybyć eksponaty ze skansenu kolejowego w Pyskowicach. Podobny pomysł zagospodarowania lokomotywowni wrócił w 2013 roku podczas konferencji poświęconej działalności muzeów kolejnictwa w Europie.
W 2017 roku PKP wystawiły lokomotywownię na sprzedaż za cenę 5 mln złotych, lecz oferta ta nie cieszyła się zainteresowaniem. Po pewnym czasie lokomotywownię pozbawiono ochrony. Odtąd była ona rozkradana i niszczona, a od czasu do czasu nocowali w niej bezdomni. Po medialnych doniesieniach przy lokomotywowni zaczęło się pojawiać więcej funkcjonariuszy Straży Ochrony Kolei i Policji.
W lutym 2021 roku radni Jednostki Pomocniczej nr 1 Śródmieście, jak też Jednostki Pomocniczej nr 7 Załęże zwrócili się wspólnie z różnymi organizacjami i działaczami społecznymi do władz miejskich i wojewódzkich celem ochrony zabudowy dawnej lokomotywowni. PKP w marcu 2021 roku wystąpiło do władz Katowic z propozycją przejęcia przez miasto kompleksu lokomotywowni. W tym czasie nie była natomiast możliwa sprzedaż bądź najem obiektu z uwagi na położenie lokomotywowni w międzytorzu i brak drogi dojazdowej. W odpowiedzi z czerwca 2021 roku władze miasta Katowice poinformowały, iż nie będą zaangażowane w przejęcie obiektu z uwagi na brak środków finansowych potrzebnych na remont lokomotywowni. W tym samym okresie śląski wojewódzki konserwator zabytków wszczął postępowanie dotyczące wpisu kompleksu lokomotywowni do rejestru zabytków nieruchomych. Na początku lipca 2021 roku trwały oględziny lokomotywowni przez przedstawiciela Polskich Kolei Państwowych, Stowarzyszenia Kongres Ochrony Zabytków oraz Śląskiego Wojewódzkiego Konserwatora Zabytków. Było ono częścią postępowania administracyjnego w sprawie wpisania lokomotywowni do rejestru zabytków.
W dniu 29 października 2021 roku w godzinach porannych doszło do pożaru na terenie lokomotywowni. Płonął dwukondygnacyjny budynek administracyjny położony pomiędzy halami wachlarzowymi. Z tego też powodu został wstrzymany ruch pociągów na około 40 minut, a w akcji gaśniczej zaangażowanych było 8 zastępów straży pożarnej. Pożar ten spowodował niemal doszczętne strawienie budynku. Z uwagi na skalę zniszczeń budynek został przeznaczony do rozbiórki, którą przeprowadzono w kolejnych dniach.
W dniu 16 grudnia 2021 roku dwuwachlarzową halę lokomotywowni wraz z dwiema obrotnicami, wieżą ciśnień i przyległym budynkiem dawnej ślusarni wpisano do rejestru zabytków nieruchomych województwa śląskiego. Decyzja ta stała się ostateczna 14 stycznia 2022 roku.
W międzyczasie w dniu 6 stycznia 2022 roku doszło do kolejnego pożaru na terenie lokomotywowni. Strażacy zastali wówczas w budynku płonące rzeczy pochodzące z dawnego warsztatu, a do walki z ogniem skierowano sześć zastępów straży pożarnej. Ostatecznie spłonęło jedno z pomieszczeń, zaś sam budynek przetrwał pożar. Wstępnie za przyczynę pożaru określono podpalenie.

## Charakterystyka

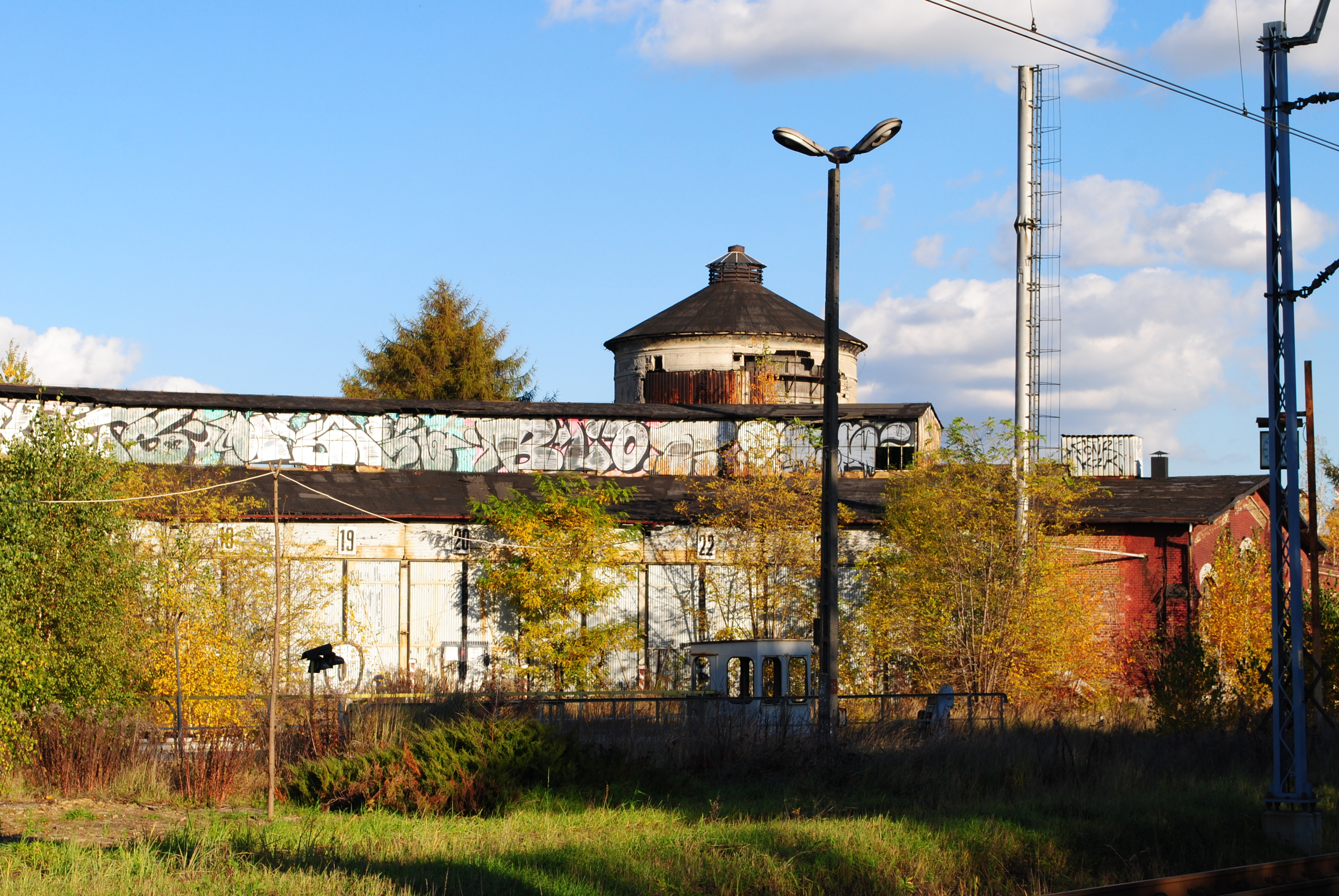
Fragment zachodniej hali wachlarzowej, obrotnicy i wieży wodnej

Lokomotywownia Katowice położona jest przy ulicy Raciborskiej w Katowicach, w dzielnicy Śródmieście tuż przy granicy z Załężem. Położona jest ona w zachodniej części stacji kolejowej Katowice, na zachód od budynku dworca kolejowego, w międzytorzu. Do lokomotywowni dojazd jest możliwy także od strony ulicy G. Narutowicza w Załężu.
W skład części kompleksu lokomotywowni wpisanego do rejestru zabytków wchodzą następujące obiekty: dwuwachlarzowa hala lokomotywowni wraz z dwiema obrotnicami, wieża ciśnień i budynek dawnej ślusarni. W momencie wpisu do tegoż rejestru pod koniec 2021 roku wieża wodna miała znaczące ubytki w pokryciu dachowym oraz w górnej części zbiornika, a ogólny stan wizualny zabytkowych obiektów był zły. Dwie hale lokomotywowni wybudowane są na planie zbliżonym do półksiężyca. Są to obiekty w stylu historyzmu ceglanego prostego, wzniesione z cegły i mają jedną kondygnację. Powierzchnia zabudowy zachodniej hali wachlarzowej wynosi 4 900 m², zaś wschodniej 4 080 m². Lokomotywownia na stacji Katowice jest jedną z nielicznych hal na terenie Polski posiadających dwa wachlarze. W nich utrzymywano i naprawiano tabor kolejowy, a hala ta cechowała się możliwością umieszczania taboru wewnątrz budynku na indywidualnych kanałach.
Wieża ciśnień typu Intze na terenie lokomotywowni ma bogato zdobioną elewację. Przybliżona powierzchnia zabudowy wieży wynosi 49,8 m², zaś kubatura 1 105,7 m³.
Zespół zabudowy lokomotywowni stacji Katowice wpisany jest do rejestru zabytków pod numerem A/920/2021. Jest ona także ujęta w gminnej ewidencji zabytków.